# Чорногуз, Олег Фёдорович
Олег Фёдорович Чорногуз (укр. Олег Федорович Чорногуз; 15 апреля 1936, Иванов, Винницкая область — 8 октября 2022, Винница) — украинский и советский писатель, сатирик, журналист, редактор. Заслуженный деятель искусств Украины (1996). Лауреат награды «Золотые писатели Украины» (2012). Автор первого украинского сатирического романа.

## Биография
Сын врача-ветеринара. После окончания школы поступил в Черновицкое военное училище, но впоследствии бросил учёбу и в 1959 году поступил на факультет журналистики Киевского университета им. Т. Шевченко, который окончил в 1964 году.
Работал заведующим отделом писем Погребищенской районной газеты (1961—1963), заведующим отделом сатиры и юмора газеты «Винницкая правда» (1963—1964).
Более 20 лет работал в украинском сатирическо-юмористическом журнале «Перець», был старшим фельетонистом, заведующим отделом фельетонов журнала (1964—1983), заведующим редакцией прозы, директором издательства «Советский писатель» (1983—1986).
В 1986—1987 годах — главный редактор журнала сатиры и юмора «Перець».
С 1960 года — член Союза журналистов Украины, с 1963 года — член Союза писателей Украины.
Делегат XXXIX сессии Генеральной Ассамблеи ООН от УССР (1984, Нью-Йорк).
Скончался после длительной болезни в Виннице 8 октября 2022 года. Похоронен 13 октября в одной могиле с женой на Байковом кладбище в Киеве.

### Семья
Был женат. Сын — Ярослав Чорногуз (1963 г.р.), музыкант, журналист и общественный деятель. Внучки — Олеся и Ярина Черногуз.

## Творчество
Среди наиболее известных книг писателя: повесть «Голубий апендицит»; книги юмора и сатиры «Портрет ідеала», «Сіамський слон», «Веселі поради», «Між нами кажучи», «Сповідь старого холостяка», «Як доглядати Зевса», «Українські колобки» и другие.
Сатирические романы: «Аристократ» із Вапнярки" (написан в 1973 г., опубликован в 1979 г.), «Претенденти на папаху» (1983), «Вавілон на Ґудзоні» (1985), «Я хочу до моря» (1974, снят с печати, опубликован в 1989 г.), «Дари піґмеїв» (2005), «Примхи долі» (2006), «Золотий скарабей» (2007), «Ремезове болото» (2007), «Гроші з неба» (2009), «Твори» (в 2 т., 1986), «Твори» (в 7 т., 2006).
Автор киноповести «Смерть без милосердя» и нескольких пьес.